# Alapalooza
Alapalooza er den amerikanske musiker "Weird Al" Yankovics 7. CD, udgivet oktober 1993. 

## Numre
1. Jurassic Park
2. Bedrock Anthem
3. Frank's 2000" TV
4. Achy Breaky Song
5. Traffic Jam
6. Talk Soup
7. Livin' In The Fridge
8. She Never Told Me She Was A Mime
9. Harvey The Wonder Hamster
10. Waffle King
11. Bohemian Polka
12. Young
13. Dumb & Ugly.